# Leopold von Ranke
Leopold von Ranke (Wiehe (Türingia), 1795. december 21. – Berlin, 1886. május 23.) a 19. század egyik legnagyobb német történésze. Gyakran tekintik a modern forrásalapú történetírás egyik megalapítójának. Ranke nagyban meghatározta a későbbi történetírást olyan fogalmak bevezetésével, mint az elsődleges forrásokra való támaszkodás, a narratív történetírás és különösen a nemzetközi politika (Aussenpolitik) előtérbe állítása, valamint az elkötelezettség az események olyan módon való megírására, „ahogy valójában történt”. Saját szavaival: „…nicht das Amt die Vergangenheit zu richten, die Mitwelt zum Nutzen zukünftiger Jahre zu belehren, sondern bloß zu zeigen, wie es eigentlich gewesen” (…nem a múlt megítélésének feladata, sem a kortársak okítása az eljövendő évek érdekében, egyszerűen csak megmutatni, ahogy valójában történt).

## Életpályája

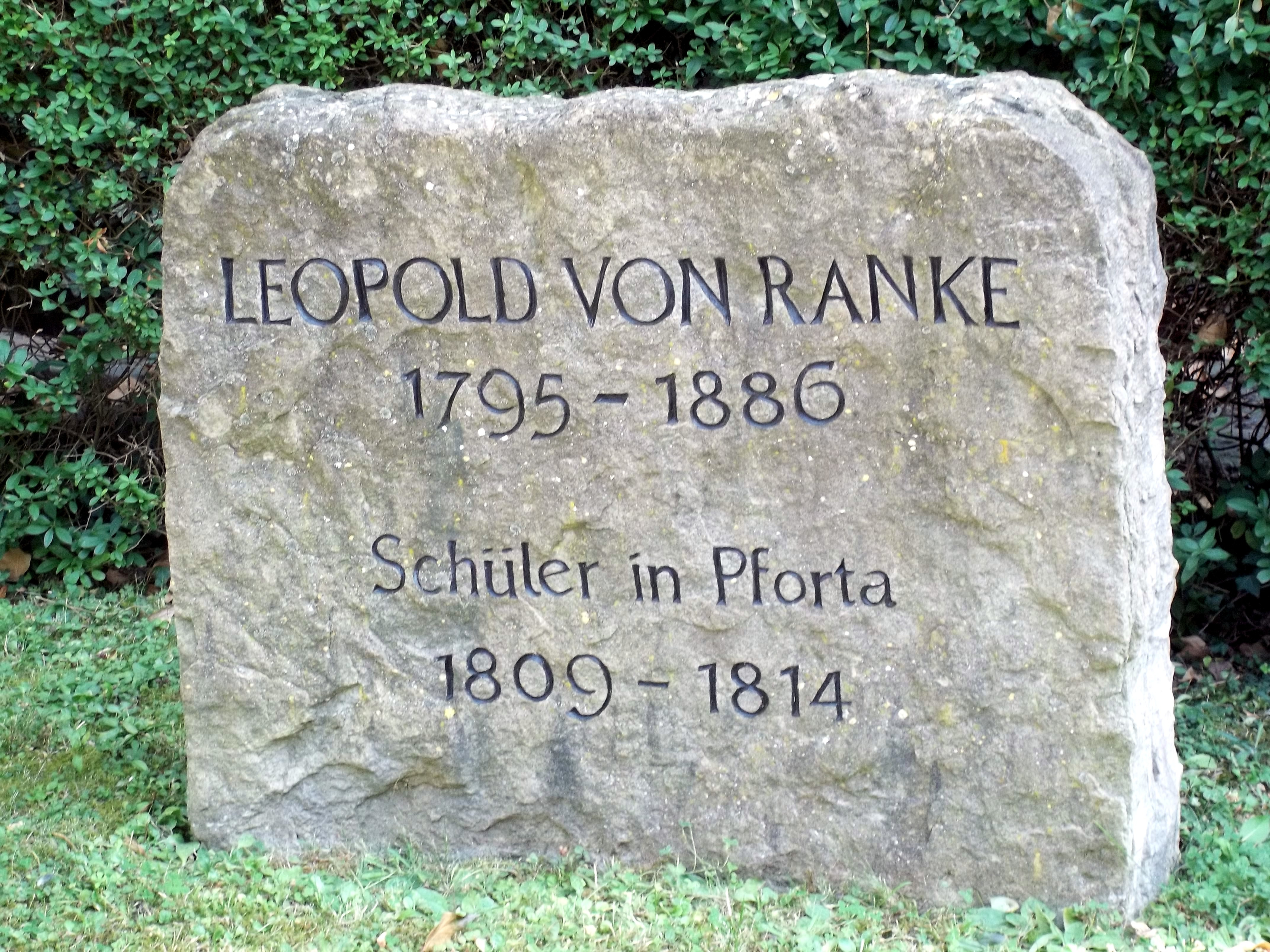
Leopold von Ranke-emlékkő

Ranke a türingiai Wiehe városában született, amely akkor a Porosz Királyság része volt.
Kezdeti tanulmányait otthon és a schulpfortai gimnáziumban folytatta. Fiatalkorától kezdve vonzódott az ógörög és a latin nyelvhez, valamint az lutheránus egyházhoz. 1814-ben a lipcsei egyetem hallgatója lett, ahol filológiát és lutheránus teológiát tanult. Ranke Lipcsében a filológia és az antik szerzők németre fordításának szakértője lett. Diákként kedvenc szerzői Thuküdidész, Livius, Dionüsziosz Halikarnasszeusz, Johann Wolfgang von Goethe, Barthold Georg Niebuhr, Immanuel Kant, Johann Gottlieb Fichte, Friedrich Schelling és Friedrich von Schlegel voltak. Kevés érdeklődést mutatott a modern történetírás iránt, mivel azt csupán a tényeknek a modern történészek által készített összeállításaként értékelte.
1817-1825 között Ranke klasszikát tanított Frankfurtban, a Friedrichs Gimnáziumban. Ez idő tájt született meg érdeklődése a történelem iránt, részben mivel részt kívánt venni a fejlődő történettudományban, és részben mivel szeretett volna rálelni Isten keze nyomára a történelmi eseményekben.
Ranke már első művétől kezdve – amely 1824-ben jelent meg Geschichten der romanischen und germanischen Völker von 1494 bis 1514 (A latin és germán népek története 1494–1514 között) címmel – a forrásoknak a kor történészi gyakorlatához képest szokatlanul széles skáláját használta fel, melyek között „emlékiratok, naplók, magán- és hivatalos levelezés, állami iratok, diplomáciai jelentések és szemtanúk beszámolói” is szerepeltek. Ebben a tekintetben a filológia hagyományaira támaszkodott, de a régi és „egzotikus” irodalommal szemben a száraz forrásokra alapozott.
Ranke azzal a kijelentéssel kezdi művét, hogy azon tapasztalatok egységes jellegét kívánja bemutatni, amelyek Skandinávia, Anglia és Németország „germán” valamint Itália, Spanyolország és Franciaország „latin” népeit a népvándorlás („Völkerwanderung”), a keresztes háborúk és a kolonizáció – mely Ranke nézete szerint minden nemzetet összekötve hozta létre a modern európai civilizációt – idején érték. E nyitógondolat ellenére Ranke jobbára elkülönítetten vizsgálta a különböző népeket az Itália birtoklásáért indított háborúk 1494-es kitöréséig. Műve mindazonáltal elsősorban a következő megjegyzése miatt nevezetes: „A történelem fogalmával összekapcsolódott a múlt megítélésének és a jövő korok számára adandó útmutatásnak a feladata. Jelen mű nem vállalkozik efféle feladatokra: csupán azt kívánja bemutatni, ahogy valójában történt.” Ranke wie es eigentlich gewesen (ahogy valójában történt) elve, mely szerint a történetírásnak a puszta tények közlésére kell szorítkoznia sok történész vezérelvévé vált. A kifejezés pontos jelentése vitákat váltott ki. Egyesek szerint a wie es eigentlich gewesen azt jelenti, hogy a történésznek kizárólag a tényeket kell bemutatnia, saját nézetei kifejtése nélkül, míg mások szerint Ranke úgy gondolta, hogy a történésznek fel kell kutatnia a tényeket és azon uralkodó motivációkat, amelyek a vizsgált kort alakították. Ranke hozzáfűzte, hogy a történésznek keresnie kell azt a „szent hieroglifát”, amely Isten keze a történelemben – ezt úgy érheti el, ha „tekintetét az univerzálisra veti”, míg „örömét a részletekben leli”.
A Geschichten der romanischen und germanischen Völker von 1494 bis 1514 sikere után, Ranke a berlini Humboldt Egyetemen kapott állást. Itt bekapcsolódott abba a vitába, amely Friedrich Carl von Savigny jogász professzor és a filozófus Georg Wilhelm Friedrich Hegel követői között zajlott. Előbbi a különböző történelmi időszakok sokféleségét hangsúlyozta, míg utóbbi a történelmet egy univerzális eseménysor kibomlásaként értelmezte. Ranke Savignyt támogatta és a hegeli nézetet bírálta, mert az mindenre egyféle választ ad. Ugyancsak berlini tartózkodása idején ő volt az első történész, aki felhasználta Velence 47 kötetre rúgó 16–17. századi diplomáciai iratait. Ekkortól kezdett el a másodlagos helyett elsősorban az elsődleges forrásokkal foglalkozni. Később így írt erről: „Látom magam előtt azt az időt, amikor a modern történetírást többé nem kortárs történészek beszámolóira – kivéve amennyiben személyes és közvetlen tudomásuk volt az eseményekről –, és még kevésbé a forrástól még távolabbi munkákra, hanem a szemtanúk beszámolóira és hiteles és eredeti dokumentumokra fogjuk alapozni.”
1831-től a porosz kormányzat utasítására Ranke megalapította és szerkesztette a Historisch-Politische Zeitschrift című folyóiratot. Ranke konzervatívként a liberalizmus támadására használta fel az újságot. 1833-as A nagyhatalmak és 1836-os Párbeszéd a politikáról című cikkeiben kifejtette azon nézetét, miszerint minden állam sajátságos morális karaktert kapott Istentől, és az egyénnek törekednie kell arra, hogy minél jobban betöltse állama ideáját. Ekképpen Ranke arra biztatta olvasóit, hogy maradjanak lojálisak a Porosz Királysághoz, és vessék el a francia forradalom eszméit, amelyek szerinte Franciaországnak megfelelőek, nem pedig Poroszországnak.
1834–1836 között készült el a sok kötetes Die römischen Päpste, ihre Kirche und ihr Staat im sechzehnten und siebzehnten Jahrhundert (A római pápák, egyházuk és államuk a 16–17. században). Protestánsként, Ranke nem tekinthetett be a Vatikán Rómában őrzött archív dokumentumaiba, de velencei és római magániratok felhasználásával képes volt bemutatni a pápaság működését. E művében Ranke megalkotta az ellenreformáció kifejezést és színes portrét adott IV. Pál pápáról, Loyolai Szent Ignácról és V. Piusz pápáról. A pápaság elítélte a művet, mint katolikus-ellenes kiadványt, míg számos protestáns a túlzott semlegességet rótta fel neki. Mindazonáltal, a történészek elismerőleg szóltak róla a katolikus egyház 16. századi szerepének, valamint a politikai és vallási kérdések bonyolult interakciójának bemutatásával kapcsolatban. A brit katolikus történész, John Dalberg-Acton például a 16. századi pápaságról írt legelfogulatlanabb, legkiegyensúlyozottabb és legobjektívebb munkának nevezte a művet. Ranke következő munkája a Deutsche Geschichte im Zeitalter der Reformation (Német történelem a reformáció korában) volt, amely 1845–1847 között készült el. Ranke a frankfurti birodalmi gyűlés 96 kötetes iratait használta fel a németországi reformáció bemutatásához.
1841-ben Rankét a porosz udvar királyi történészének nevezték ki. 1849-ben Ranke kiadta a Neun Bücher preussicher Geschichte (A porosz történelem kilenc könyve) című művet, amely a Hohenzollern-ház és államuk történetét elemezte a középkortól Nagy Frigyes uralkodásáig. Számos porosz nacionalistából indulatokat váltott ki, hogy Ranke tipikus német közepes méretű államként ábrázolta Poroszországot, nem pedig nagyhatalomként.
A leendő II. Miksa bajor király tanítójaként, kijelentette, hogy „minden korszak közel áll Istenhez”, azaz minden történelmi kor egyedi és a maga kontextusában kell értelmezni. Szerinte Isten teljességében szemléli a történelmet, és minden időszakot egyenlőnek tart. Elvetette a történelem teológiai alapú felfogását, amely szerint minden korszak alacsonyabb rendű, mint az azt követő. Így a középkor sem volt alacsonyabb rendű, mint a reneszánsz, csupán más. Nézete szerint a történésznek minden korszakot annak saját fogalmai között kell értelmeznie, és azokat az általános eszméket kell keresnie, amelyek a történelem minden időszakát alakították. Számára tehát a történelem nem az emberi „haladásról” szóló elbeszélés volt, mert „Platón után nem lehet többé Platón”. Emellett Ranke a kereszténységet morálisan a legmagasabb rendűnek tartotta, amelyet már nem lehet felülmúlni. Úgy vélte: „A történelem nem büntető törvényszék.”
1865-ben Rankét nemesi rangra emelték, 1882-ben porosz titkos tanácsosnak nevezték ki és 1885-ben Berlin díszpolgára lett. 1884-ben az American Historical Association (Amerikai Történelmi Társulat) első tiszteletbeli tagjává választották. 1871-es nyugdíjba vonulása után Ranke számos a német történelemmel kapcsolatos témáról írt még, mint a francia forradalom háborúi, Albrecht von Wallenstein, Karl August von Hardenberg, és IV. Frigyes Vilmos porosz király. 1880-ban hat kötetes munka írásába kezdett a világtörténelemről, amely az ókori Egyiptommal és a zsidókkal kezdődött. Amikor 1886-ban Berlinben meghalt, még csak a 12. századnál tartott. Ezt követően jegyzetei felhasználásával tanítványai 1453-ig megírták a munkát.

## Metodológiája
Ranke nem hitt abban, hogy általános teóriák átfoghatják az időt és teret. Ehelyett elsődleges forrásokból vett idézetekkel tett állításokat az időről. Saját szavaival: „Véleményem szerint az »irányító eszmék« csupán az egyes századok domináns tendenciái. Ezeket a tendenciákat azonban kizárólag leírni lehet; semmiképpen sem lehet őket valamiféle elméletté összegyúrni.” Szembeszállt a történelemfilozófiával, különösen annak Hegel által alkalmazott változatával, kijelentve, hogy Hegel elhanyagolta az emberi tevékenység szerepét a történelemben, amely túl fontos ahhoz, hogy „mindössze egy eszmével vagy egy szóval jelenítsük meg” vagy „körülírjuk egy elmélettel”. Az egységesítő elméletek ilyen fokú elutasítását egyesek „esztelen empirizmusnak” bélyegezték. A 19. században Ranke munkássága rendkívül népszerű volt, és a történész feladatáról vallott nézeteit sokan átvették. A 20. századtól kezdve néhány történész, mint E.H. Carr elvetette Ranke empirikus nézeteit, naivnak, unalmasnak és divatjamúltnak nevezve őket. Mindazonáltal erre válaszul, Carrt, akinek szakterülete a nemzetközi kapcsolatok elmélete, sok hagyományos történész kritizálta. Elsősorban Carr relativizmusát kifogásolták, valamint azt hogy nem vette figyelembe a véletlenszerűséget mint a történelmi analízis fontos tényezőjét.

## Rokonsága Robert Gravesszel
Amalie von Ranke, a történész unokahúga volt az ismert brit író és történész, Robert Graves édesanyja. Valójában Graves teljes neve Robert von Ranke Graves volt.

## Válogatott munkái

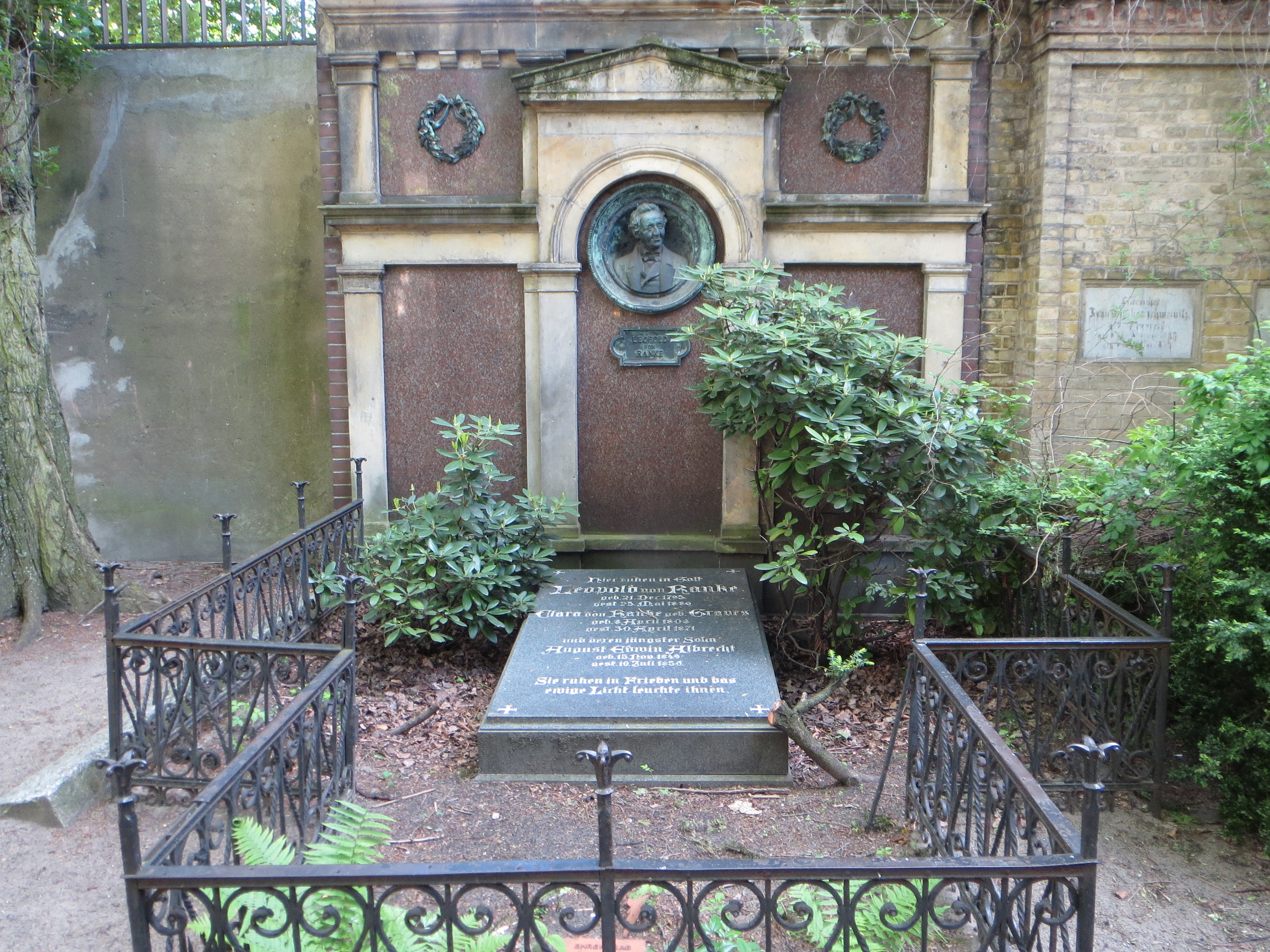
Leopold von Ranke síremléke Berlinben

- Geschichten der romanischen und germanischen Völker von 1494 bis 1514
- Fürsten und Völker von Süd-Europa im sechzehnten und siebzehnten Jahrhundert
- Die römischen Päpste in den letzen vier Jahrhunderten
- Neun Bücher preussischer Geschichte
- Französische Geschichte, vornehmlich im sechzehnten und siebzehnten Jahrhundert
- Die deutschen Mächte und der Fürstenbund
- Ursprung und Beginn der Revolutionskriege 1791 und 1792
- Hardenberg und die Geschichte des preussischen Staates von 1793 bis 1813
- Weltgeschichte – Die Römische Republik und ihre Weltherrschaft

## Magyar nyelvű fordítások
- Ranke Lipót: Szerbia és Törökország a tizenkilencedik században; ford. Mihályffy Gyula; Pleitz Ny., Nagybecskerek, 1890 (Történeti, nép- és földrajzi könyvtár)
- A római pápák az utolsó négy században / Ranke Lipót; ford. Lehr Albert, Acsády Ignác. Budapest : Akadémia, 1886-1889 – 3 db; 20 cm. (A Magyar Tudományos Akadémia Könyvkiadó Vállalata-sorozat)
- A pápák története; ford. Horváth Zoltán; Hungária, Bp., 1936

## Interneten elérhető munkái
- Englische Geschichte, vornehmlich im sechzehnten und siebzehnten Jahrhundert (A History of England Principally in the Seventeenth Century, 1859-1869) 1. kötet Archiválva 2011. szeptember 21-i dátummal a Wayback Machine-ben 2. kötet Archiválva 2011. július 20-i dátummal a Wayback Machine-ben 3. kötet Archiválva 2011. július 20-i dátummal a Wayback Machine-ben 4. kötet Archiválva 2011. július 20-i dátummal a Wayback Machine-ben 5. kötet Archiválva 2011. július 20-i dátummal a Wayback Machine-ben 6. kötet Archiválva 2011. szeptember 20-i dátummal a Wayback Machine-ben (angolul)

## Fordítás
- Ez a szócikk részben vagy egészben  a   Leopold von Ranke című angol Wikipédia-szócikk ezen változatának fordításán alapul.  Az eredeti cikk szerkesztőit annak laptörténete sorolja fel. Ez a jelzés csupán a megfogalmazás eredetét és a szerzői jogokat jelzi, nem szolgál a cikkben szereplő információk forrásmegjelöléseként.